# Кокэдама

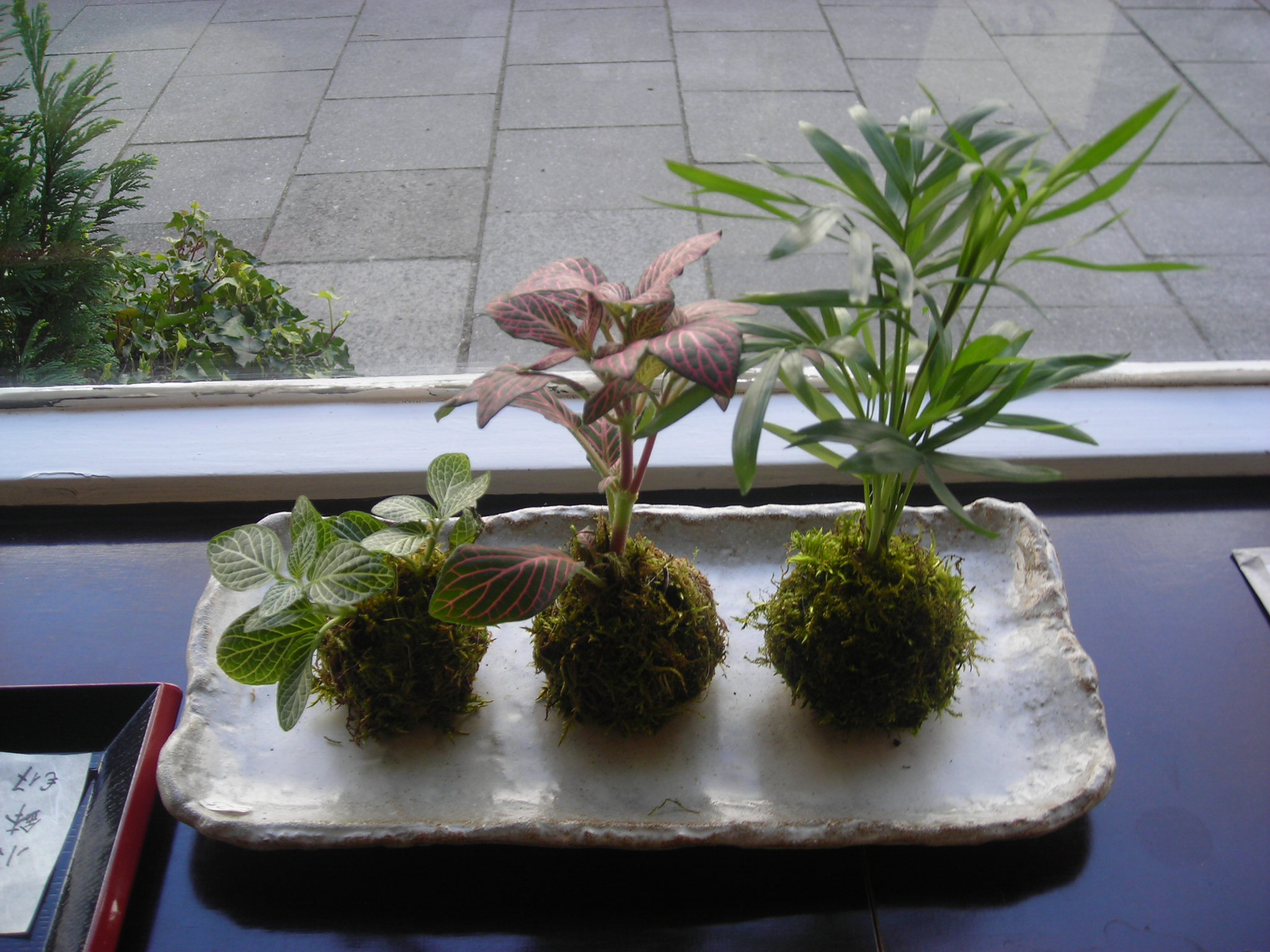
Кокэдама

Кокэдама (яп. 苔玉, моховой шар) — земляной шар, обёрнутый в мох, в который посажено декоративное растение. Родиной кокэдамы является Япония, в которой это искусство выращивания растений и цветов очень популярно.

## Происхождение
Кокэдамы также называют «бонсай бедняка». При её изготовлении используется специальная земля и торф, из которых формируют шар. После этого в шар помещают растение, оборачивают его мхом и обматывают нитью, которая придаёт форму и удерживает всю конструкцию кокэдамы.

## Уход
Условия ухода за кокэдамой должны отвечать условиям ухода за растением, которое в ней размещено. Кокэдаме необходимо обеспечить достаточный уровень освещённости и влажности. В зависимости от сухости воздуха в помещении кокэдаму поливают 1-2 раза в неделю. Индикатор необходимости полива — малый вес земляного шара.
Существует 2 способа полива кокэдамы:
- полное погружение в воду (земляной шар полностью погружается в воду на 10-20 минут);
- частичное погружение в воду (земляной шар погружается в воду на 20% от своей высоты на 30 минут).

Если шар обёрнут мхом, рекомендуют ежедневно орошать его мягкой водой с кислой реакцией.